# Ramię Krzyża

Ramiona spiralne Drogi Mlecznej. Ramię Krzyża jest podpisane na zielono.

Ramię Krzyża (również Ramię Tarczy, Ramię Tarczy-Krzyża lub Ramię Tarczy-Centaura) – jedno z dwóch największych ramion spiralnych Drogi Mlecznej.
Ramię Krzyża jest jednym z czterech ramion naszej Galaktyki, jednym z dwóch głównych, największych ramion. Rozciąga się pomiędzy dwoma mniejszymi: Ramieniem Węgielnicy oraz Ramieniem Strzelca. Ramię to rozciąga się od konstelacji Tarczy do konstelacji Krzyża Południa, od których wzięło swoją nazwę.
W Ramieniu Krzyża znajdują się bogate obszary formowania gwiazd.